# Sandnes (Hadsel)
Sandnes este o localitate din comuna Hadsel, provincia Nordland, Norvegia, cu o suprafață de  km² și o populație de  locuitori (2013).